# C.J. Brown
Charles James Brown, detto C.J. (Eugene, 15 giugno 1975), è un allenatore di calcio ed ex calciatore statunitense, di ruolo difensore.

## Biografia
Brown ha sposato la moglie Kim il 22 ottobre 2000, il giorno dopo aver vinto l'US Open del 2000 Campionato Coppa. La coppia ha accolto la loro prima figlia, Canessa J-Lyn, il 24 febbraio 2004. La loro seconda figlia, Kali Anh Brown, è nata esattamente un anno dopo, il 24 febbraio 2005.

## Carriera

### College e Professionismo
CJ Brown ha giocato scuola calcio del San Jose State University per quattro anni. Chiuse la stagione con 11 punti (5 gol e 1 assist) e fu nominato due volte miglior giocatore dell "All-Conference" nel 1995 e 1996. Fuori dal college, Brown è stato, però, ignorato dalla MLS; ed entrò a far parte del USISL's San Francisco Seals Bay tra il 1995 e il 1997.
Per i primi due anni, Brown ha giocato come un dilettante, mentre i Seals Bay giocarono in Premier League USISL e giocava ancora a San Jose. Nel 1997, i Seals Bay giocato in D-3 USISL Pro League arrivando nella Lamar Hunt US Open Cup in semifinale nel 1997. Le sue ottime performance gli permisero di essere visto dalla MLS. Grazie a questo risultato, Brown si mise in luce e divenne la prima scelta assoluta nel draft del 1998: a selezionarlo furono i Chicago Fire, squadra di cui divenne subito un titolare fisso e in cui milita tuttora. Alla sua prima stagione con i Fire, Brown ha vinto sia la MLS Cup che la U.S. Open Cup. Brown è anche vice allenatore dei Chicago Flames, squadra di calcio maschile dell'Università dell'Illinois.

### Allenatore
In data 18 gennaio 2010, Brown è stato assunto come capo allenatore assistente del Real Salt Lake, assunto al posto Robin Fraser, che ha lasciato il club, per accordarsi con i Chivas USA.
L'11 dicembre 2013 viene nominato viceallenatore dei Chicago Fire ma dopo circa un anno passa al New York City, ritrovando Jason Kreis di cui era già stato assistente al Real Salt Lake.
Il 2 febbraio 2021 viene nominato allenatore del Chicago House, squadra militante in terza divisione.

### Nazionale
Ha esordito in nazionale il 6 novembre 1998 in una gara contro l'Australia. Brown ha disputato con gli Stati Uniti anche la Confederations Cup del 1999, in cui la sua nazionale ha chiuso al terzo posto.

## Palmarès

### Club

#### Competizioni nazionali
- Campionato MLS: 1

Chicago Fire: 1998
- U.S. Open Cup: 4

Chicago Fire: 1998, 2000, 2003, 2006